# Carl Forssell
Carl Otto Forssell (Hedvig Eleonóra plébánia, 1917. október 25. – Ängelholm, 2005. november 28.) olimpiai és világbajnoki ezüstérmes svéd párbajtőrvívó.